# Jyrki Lumme
Jyrki Olavi Lumme (* 16. Juli 1966 in Tampere) ist ein ehemaliger  finnischer Eishockeyspieler, der im Verlauf seiner aktiven Karriere zwischen 1985 und 2007 unter anderem 1.090 Spiele für die Canadiens de Montréal, Vancouver Canucks, Phoenix Coyotes, Dallas Stars und Toronto Maple Leafs in der National Hockey League (NHL) auf der Position des Verteidigers bestritten hat.

## Karriere

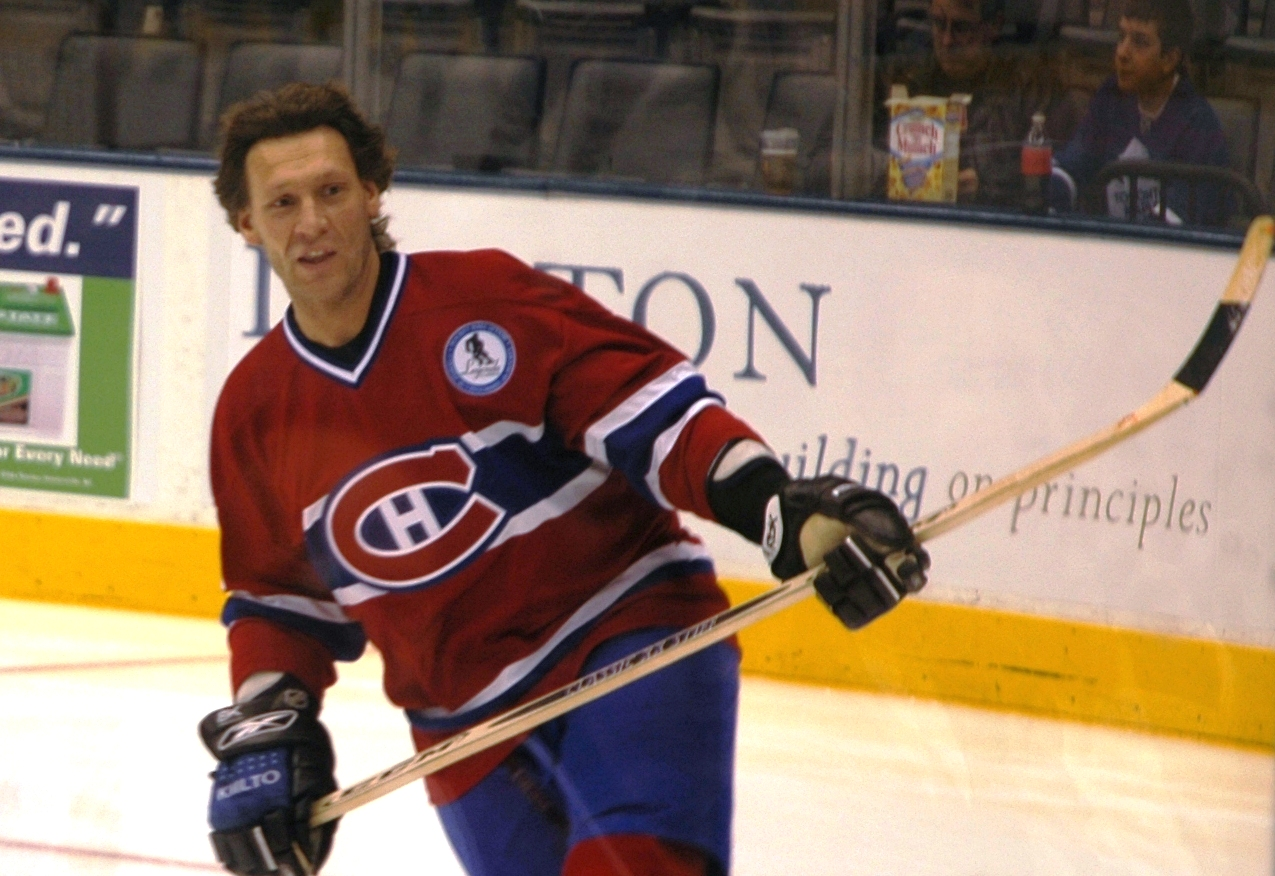
Lumme im Trikot der Canadiens de Montréal (2008)

Jyrki Lumme begann seine Karriere als Eishockeyspieler in seiner Heimatstadt bei Ilves Tampere, für die er von 1985 bis 1988 in der SM-liiga aktiv war, nachdem er bei den Junioren bei Koovee gespielt hatte. In dieser Zeit wurde er im NHL Entry Draft 1986 in der dritten Runde als 57. Spieler von den Canadiens de Montréal ausgewählt, für die er in der Saison 1988/89 sein Debüt in der National Hockey League (NHL) gab. Zudem lief er in dieser Spielzeit für deren Farmteam aus der American Hockey League (AHL), die Canadiens de Sherbrooke, auf. Am 6. März 1990 wurde der Verteidiger für ein Zweitrunden-Wahlrecht im NHL Entry Draft 1991 an die Vancouver Canucks abgegeben, für die er in den folgenden acht Jahren auf dem Eis stand. Einzig die Saison 1994/95 begann er aufgrund des Lockouts bei seinem Ex-Klub Ilves Tampere. Aufgrund seiner Beliebtheit bei den Canucks-Fans erhielt der Linksschütze in den Jahren 1992, 1994, 1996 und 1997 jeweils die teaminterne Babe Pratt Trophy als bester Verteidiger.
Im Sommer 1998 erhielt Lumme als Free Agent einen Vertrag bei den Phoenix Coyotes, für die er die folgenden drei Spielzeiten lang aktiv war. Anschließend wurde er am 23. Juni 2001 für Tyler Bouck an die Dallas Stars abgegeben, die er nach nur 15 Spielen noch während der Saison 2001/02 im Tausch für Dave Manson verließ, um für die Toronto Maple Leafs zu spielen. Für die Leafs brachte er es in den folgenden beiden Jahren auf insgesamt 124 Spiele in der regulären Saison, in denen er insgesamt 29 Scorerpunkte, darunter zehn Tore, erzielte. Zudem lief der Finne in 21 Playoff-Partien für die Maple Leafs auf, in denen er zwei Vorlagen gab. 
Nach zwei Jahren Pause entschloss sich Lumme vor der Saison 2005/06 zu einem Comeback in der finnischen SM-liiga, in der er 2007 im Alter von 40 Jahren seine Laufbahn bei Ilves Tampere beendete, bei dem er diese 1985 auch begonnen hatte. Im Jahr 2009 wurde der Abwehrspieler als 196. Mitglied in die Finnische Eishockey-Ruhmeshalle aufgenommen.

### International
Für Finnland nahm Lumme an der Junioren-Weltmeisterschaft 1986 sowie den Weltmeisterschaften 1990, 1991, 1996, 1997 und 2000 teil. Des Weiteren stand er im Aufgebot Finnlands bei den Olympischen Winterspielen 1988 in Calgary, 1998 in Nagano, und 2002 in Salt Lake City sowie beim Canada Cup 1991 und World Cup of Hockey 1996. 

## Erfolge und Auszeichnungen
- 2009 Aufnahme in die Finnische Eishockey-Ruhmeshalle

### International
- 1991 Bronzemedaille bei der Europameisterschaft
- 1988 Silbermedaille bei den Olympischen Winterspielen
- 1998 Bronzemedaille bei den Olympischen Winterspielen
- 2000 Bronzemedaille bei der Weltmeisterschaft

## Karrierestatistik

### International
Vertrat Finnland bei:
| - Junioren-Weltmeisterschaft 1986 - Olympischen Winterspielen 1988 - Weltmeisterschaft 1990 - Weltmeisterschaft 1991 - Canada Cup 1991 - Weltmeisterschaft 1996 | - World Cup of Hockey 1996 - Weltmeisterschaft 1997 - Olympischen Winterspielen 1998 - Weltmeisterschaft 2000 - Olympischen Winterspielen 2002 |

(Legende zur Spielerstatistik: Sp oder GP = absolvierte Spiele; T oder G = erzielte Tore; V oder A = erzielte Assists; Pkt oder Pts = erzielte Scorerpunkte; SM oder PIM = erhaltene Strafminuten; +/− = Plus/Minus-Bilanz; PP = erzielte Überzahltore; SH = erzielte Unterzahltore; GW = erzielte Siegtore; 1 Play-downs/Relegation; Kursiv: Statistik nicht vollständig)